# Korsholm, Ingå
För andra betydelser, se Korsholm (olika betydelser).
Korsholm är en ö i Finland. Den ligger i Finska viken och i kommunen Ingå i den ekonomiska regionen  Raseborg i landskapet Nyland, i den södra delen av landet. Ön ligger omkring 49 kilometer väster om Helsingfors.
Öns area är 6,6 hektar och dess största längd är 360 meter i öst-västlig riktning.